# Jevgenijus Šuklinas

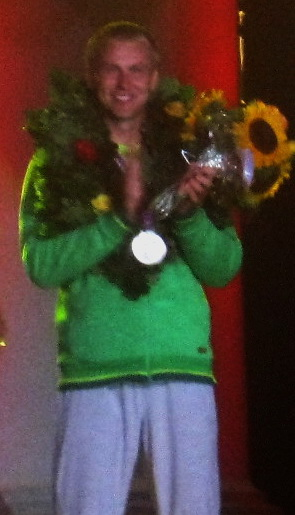
Jevgenijus Šuklinas

Jevgenijus Šuklinas (auch: Jevgenij Šuklin von russisch Евгений Шуклин, Jewgeni Schuklin) (* 23. November 1985 in Glasow, Sowjetunion) ist ein litauischer Politiker und Kanute. Er ist 196 cm groß und wiegt 109 kg. 

## Leben
Jevgenijus Šuklinas, der russischer Abstammung ist, absolvierte das Masterstudium an der Mykolo Romerio universitetas. Sein erster Trainer war Vasilijus Suchorukovas. Jetzt trainiert er bei Vasilij Suchorukov und Egidijus Gustas. Er wohnt in Visaginas.
Er gewann bei den Olympischen Sommerspielen 2012 die Silbermedaille. 2014 wurde er als Litauens Sportler des Jahres ausgezeichnet. Das IOC erkannte ihm die Medaille im Juni 2019 aufgrund eines positiven Nachtests der Dopingprobe ab.
Seit 2024 ist er Mitglied im 14. Seimas. 